# ビスティケラトプス
ビスティケラトプス（Bisticeratops）は、白亜紀後期 カンパニアン期 に生息し、ニューメキシコ州デナジン荒野ビスタイ地区のカートランド累層で化石が見つかっているカスモサウルス亜科の属の一つ。属名は「ビスタイの角の顔」を意味する。模式および唯一の種、ビスティケラトプス・フロエセオルム（B. froeseorum）は、ほぼ完全な頭骨で知られる。

## 発見と命名
ビスティケラトプスのホロタイプ、NMMNH P-50000は、1975年にアメリカ合衆国ニューメキシコ州サンフアンのデナジン荒野ビスタイ地区にあるカートランド累層（ファーミントン部層）で発見された。地質年代は白亜紀後期カンパニアン期。その標本は、頭頂骨、左の鱗状骨、上眼窩角（右上眼窩角の雌型のみ保存されている）、左の頬骨、左の方形骨、前歯骨そして両方の歯骨を欠くものの、ほぼ完全な頭骨である。
ビスティケラトプスのホロタイプは、ペンタケラトプスの他の標本よりも2万年ほど若いにもかかわらず、もともとペンタケラトプス属の標本の一つと考えられていた。2021年のシエラケラトプスの出版前の記載論文中で「ビスティケラトプス・フロエセオルム」の名称が クラドグラムの中でリークされた。しかし2022年に実際に出版された際は編集された。ビスティケラトプス・フロエセオルムは、2022年にダルマン（Dalman）らによって正式に記載された。
属名はホロタイプが発見されたロケーションに因んだ「ビスタイ（"Bisti"）」と古代ギリシア語で「角」を意味する keras と「顔」を意味するopsの合成語である。 種小名は、タンジェリン・ドリームの創始者であるエドガー・フローゼと、その息子でタンジェリン・ドリームの元メンバーであり、ルーム（Loom）というバンドの創始者であるジェロームへの献名である。

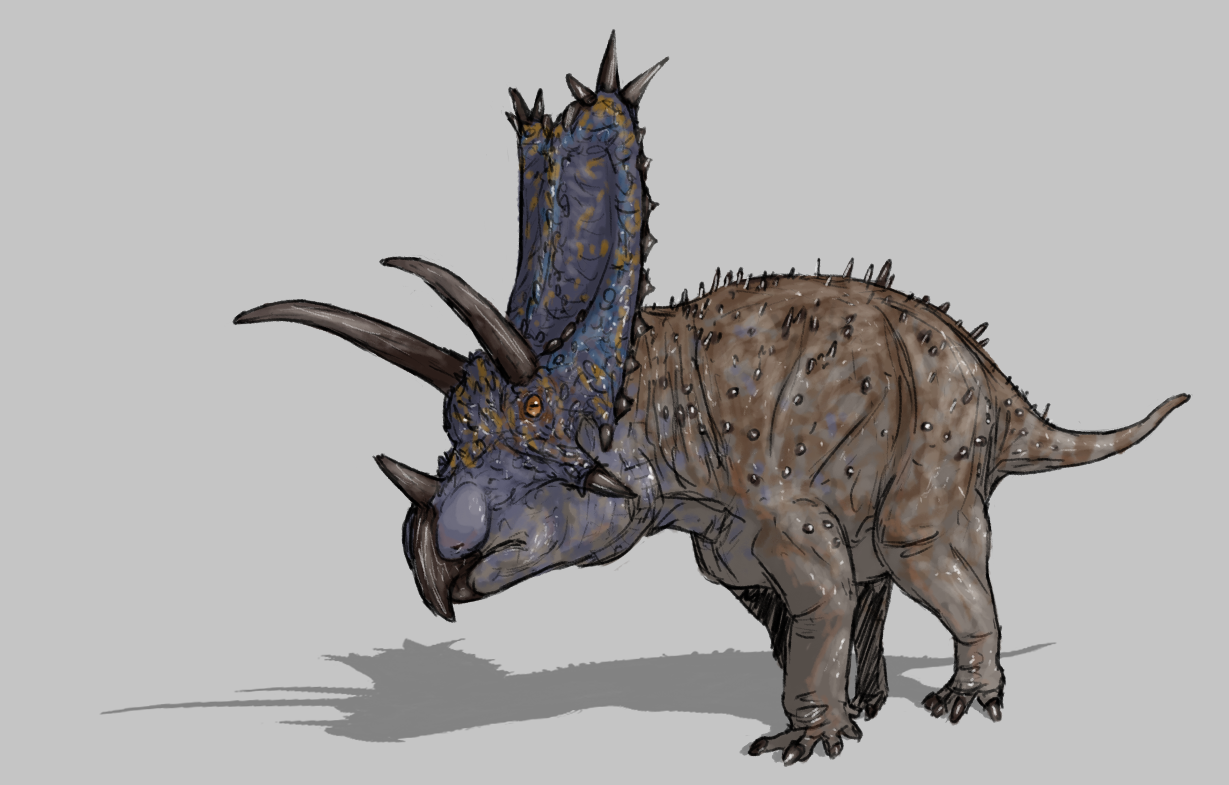
生体復元図

## 分類
ダルマンら（2022）は、シエラケラトプスの系統的位置を求めるのに用いたものと同一の系統解析で、ビスティケラトプスをアーモンド累層の未命名のケラトプス類の姉妹群と結論付けた。

## 古生物学
ホロタイプにはティラノサウルス科の噛み痕が保存されており、その一部は治癒の兆候が見られる。

## 古環境学
ビスティケラトプスの化石は、カートランド累層のファーミントン部層から産出した。白亜紀後期に北米の西部内陸海路に存在した海岸平野を排水する多くの水路からの沖積泥や上砂が堆積したものである。ファーミントン部層からは他の恐竜は報告されていないが、下層からはハドロサウルス類、アンキロサウルス類、カスモサウルス亜科のケラトプス類、パキケファロサウルス類、ドロマエオサウルス類、詳細不明のオルニトミムス類、ティラノサウルス上科、アズダルコ類、クルロタルシ、カメなどが報告されている。デナジン部層やハンターウォッシュ部層からは軟骨魚類と硬骨魚類が産出している。